# Andrej Andreevič Golicyn
Principe Andrej Andreevič Golicyn, in russo Андрей Андреевич Голицын? (... – 2 ottobre 1638), è stato un nobile russo.

## Biografia
Era il figlio di Andrej Ivanovič Golicyn (?-1607). Aveva un fratello, Ivan, e due sorelle, Irene e Fedora, che sposò Dmitrij Michajlovič Požarskij.

## Carriera
Dal 1618 ricoprì la carica di steward. Era un membro del cerchio dell'imperatore Michail Fëdorovič.

## Matrimonio
Nel 1628 sposò Evfimija Jur'evna Pil'emova-Saburova (?-1641). Ebbero quattro figli:
- Vasilij Andreevič (?-1652);
- Ivan Andreevič (?-1690);
- Aleksej Andreevič (1632-1694);
- Michail Andreevič (1639-1687).

## Morte
Morì il 2 ottobre 1638.